# بلندآوای رنگارنگ
بلندآوای رنگارنگ (نام علمی: Lalage leucomela) مانند بلندآوای بال‌سفید، یکی از اعضای کوچکتر خانواده کوکوسنگ‌چشم (Campephagidae) است. بلندآواهای رنگارنگ محیط‌های گرم و نسبتاً مرطوب را ترجیح می‌دهند و در گینه نو و مجمع‌الجزایر بیسمارک، در امتداد بیشتر مناطق استوایی و نیمه‌گرمسیری ساحلی در شرق استرالیا، از حدود منطقه سیدنی تا نوک شبه‌جزیره کیپ یورک، در بخش نمناک کیمبرلی و در سراسر تاپ اند یافت می‌شوند.